# Винипег (река)
Винипег (енгл. Winnipeg River; фр. Rivière Winnipeg) је канадска река. Отока је Шумског језера у Онтарију и притока језера Винипег у Манитоби.Укупна дужина тока од бране Норман у Кенори до ушћа је 235 км. Укупна површина басена износи 106.500 км².